# Gran Premio Industria e Artigianato 1987
Il Gran Premio Industria e Artigianato 1987, ventunesima edizione della corsa e undicesima con questa denominazione, si svolse il 25 luglio su un percorso di 215 km, con partenza e arrivo a Larciano. Fu vinto dall'italiano Marino Amadori della Ecoflam-BFB-Alfa Lum davanti ai suoi connazionali Stefano Colagè e Gianni Bugno.

## Ordine d'arrivo (Top 10)
| Pos. | Corridore            | Squadra                              | Tempo    |
| ---- | -------------------- | ------------------------------------ | -------- |
| 1    | Marino Amadori       | Ecoflam-BFB-Alfa Lum                 | 5h10'15" |
| 2    | Stefano Colagè       | Fibok-Sidermec-Muller                |          |
| 3    | Gianni Bugno         | Atala-Ofmega                         |          |
| 4    | Roberto Amadio       | Supermercati Brianzoli-Chateaux d'Ax |          |
| 5    | Maurizio Vandelli    | Ariostea                             |          |
| 6    | Renato Piccolo       | Gewiss-Bianchi                       |          |
| 7    | Marco Giovannetti    | Gis Gelati-Jollyscarpe               |          |
| 8    | Maurizio Fondriest   | Ecoflam-BFB-Alfa Lum                 |          |
| 9    | Alessandro Giannelli | Magniflex-Centroscarpa               |          |
| 10   | Marcello Siboni      | Ariostea                             |          |